# Bartolomeu Lasso
Bartolomeu Lasso (século XVI) foi um cartógrafo português.

## Biografia
A mais antiga referência ao seu nome encontra-se na Carta-régia de 17 de maio de 1564, que o autoriza a exercer a profissão de cartógrafo, por ter sido "achado auto e suficiete para fazer cartas de marear e estrellabios e agulhas". A mesma fonte refere que foi examinado pelo cosmógrafo-mor Pedro Nunes, tendo por assistente o cartógrafo Jorge Reinel. Anos mais tarde, em 24 de janeiro de 1591, assistiu ao exame do cartógrafo Francisco Luís. Outros dois documentos referem Bartolomeu Lasso: o "Livro do Lançamento" de 1565, no Arquivo da Câmara Municipal de Lisboa, e uma carta de perdão, passada em 2 de Maio de 1570, pela qual o soberano comutou uma parte da pena do seu exílio em Almada, por conta de um desentendimento que Lasso tivera com o seu colega de profissão João Galego.

## Obra
Da sua obra são conhecidas apenas quatro cartas, não datadas mas atribuíveis a:
- c. de 1575
- c. de 1584
- c. de 1586
- c. de 1588

e um Atlas incompleto, composto de oito cartas, onde, numa delas lê-se: "Este libro. de cosmographia. Denavegar. Fez. Bertholamev Laso. Anño. De. 1590 Emlix.Boa.". Antonio Blàsquez, deu notícia deste atlas em trabalho publicado no "Boletin de la Real Sociedad Geografica de Madrid" (1915), considerando-o "una joia de la cartografia del siglo XVI". Em 1916, o atlas foi adquirido por Frederik Caspar Wieder (1874-1943), cartógrafo e diretor da Biblioteca Universitária de Leiden. Posteriormente, Willem Anton Engelbrecht comprou o atlas de Wieder. Agora, o atlas está no Maritiem Museum Rotterdam.
A sua obra cartográfica contribuiu amplamente para o desenvolvimento da cartografia neerlandesa de fins do século XVI, conforme referido em uma carta-patente emitida pelos Estados Gerais dos Países Baixos em 1592, autorizando Cornelis Claesz, editor de Amesterdão, a imprimir ou desenhar a pena todas as vinte e cinco cartas náuticas, das quais atualmente apenas são conhecidas as cartas acima. De acordo com a mesma fonte, essas cartas foram obtidas por indicação do cartógrafo neerlandês Petrus Plancius a "Bartolomeo de Lasso, cosmógrafo e mestre de navegação do Rei de Espanha".
A obra de Lasso terá exercido profunda influência na execução dos trabalhos daquele cartógrafo neerlandês, nomeadamente na elaboração do seu grande planisfério de 1592, de acordo com F. C. Wieder, cartólogo e diretor da Biblioteca da Universidade de Leiden, em 1916. As cartas de Lasso devem ter sido as primeiras a ser utilizadas pelos neerlandeses nas suas viagens a outros continentes. O rigor e a precisão, nalguns casos quase real, com que registrava nas suas cartas a geografia então conhecida, são-nos demonstrados pela inclusão nos seus trabalhos de "todas as costas marítimas de todo o mundo, com todas as profundidades e baixos, bancos, recifes, cabos, promontórios e portos, todos colocados na sua correcta elevação do Polo ou graus de latitude, distâncias e rumos...", como é mencionado no documento dos Estados Gerais.
O piloto Gaspar Ferreira Reimão refere, em dois diários de navegação dos finais do século XVI, ter utilizado uma carta de marear deste cartógrafo, na qual marcava o ponto. Nesse sentido, a obra cartográfica de Lasso teve também uma função utilitária, dada a sua utilização prática tanto por pilotos portugueses, como por neerlandeses.